# GMC Hummer EV
GMC Hummer EV – elektryczny samochód osobowy typu pickup i SUV klasy wyższej produkowany pod amerykańską marką GMC od 2021 roku.

## Historia i opis modelu

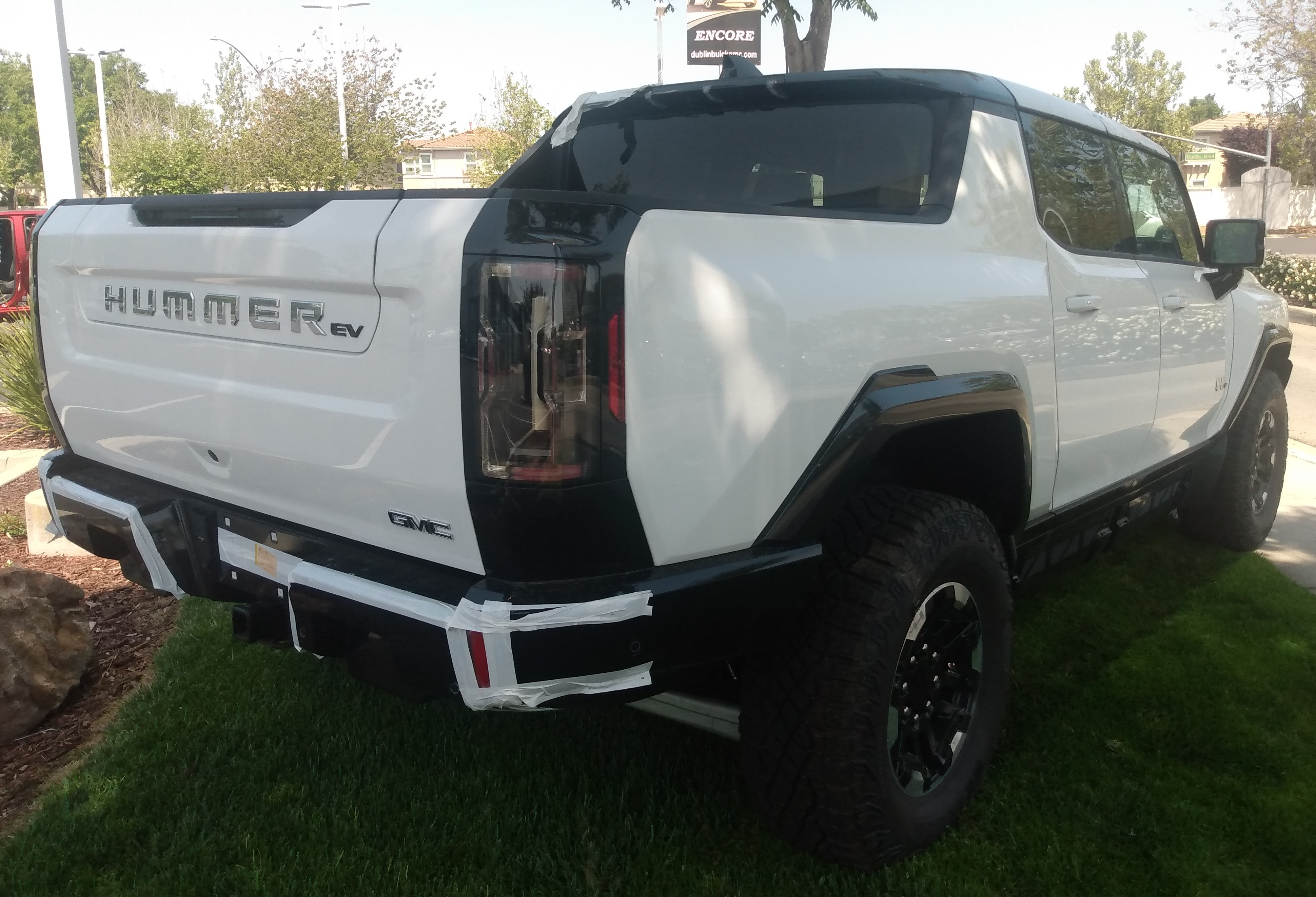
GMC Hummer EV – tył

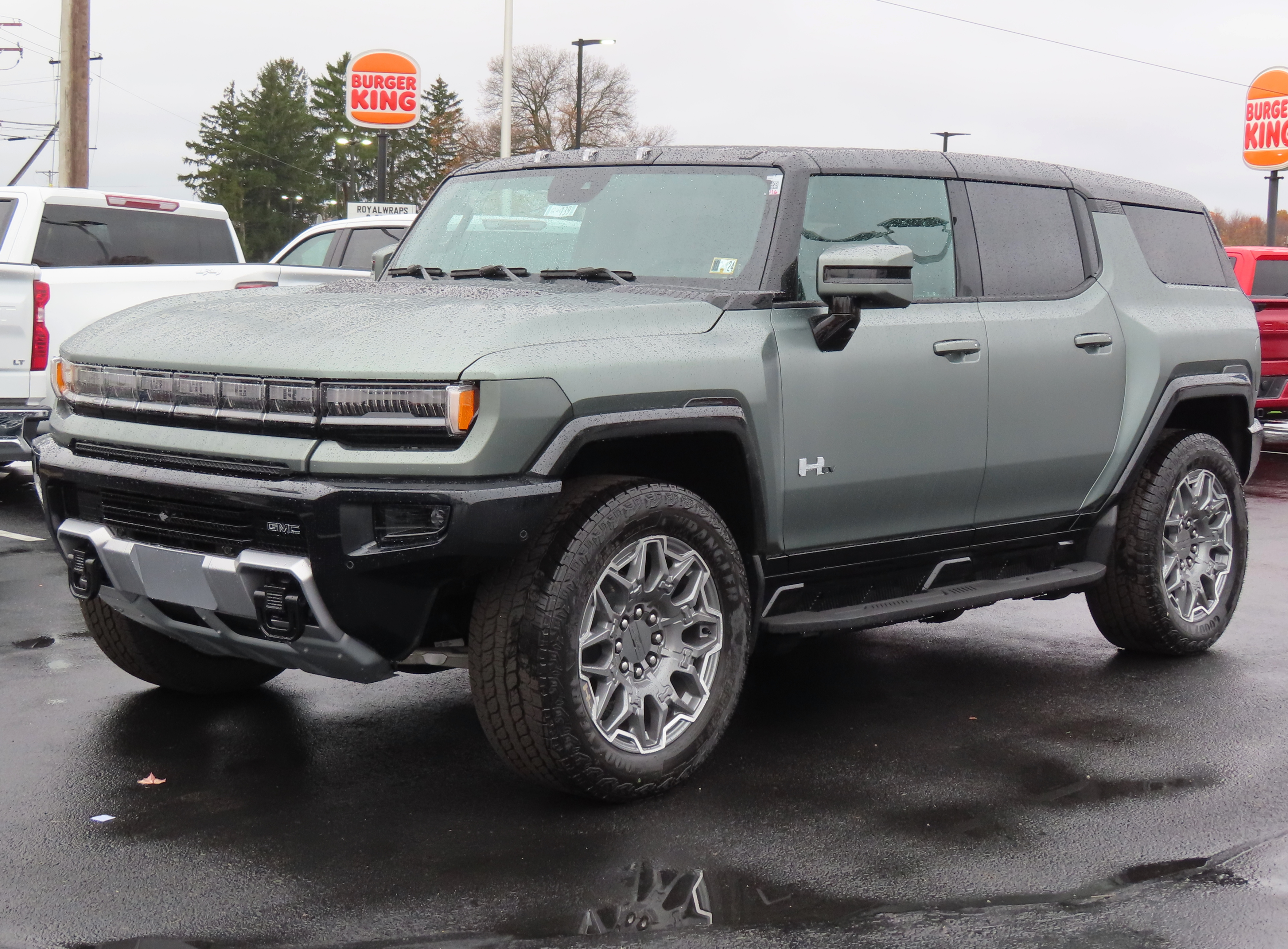
GMC Hummer EV SUV

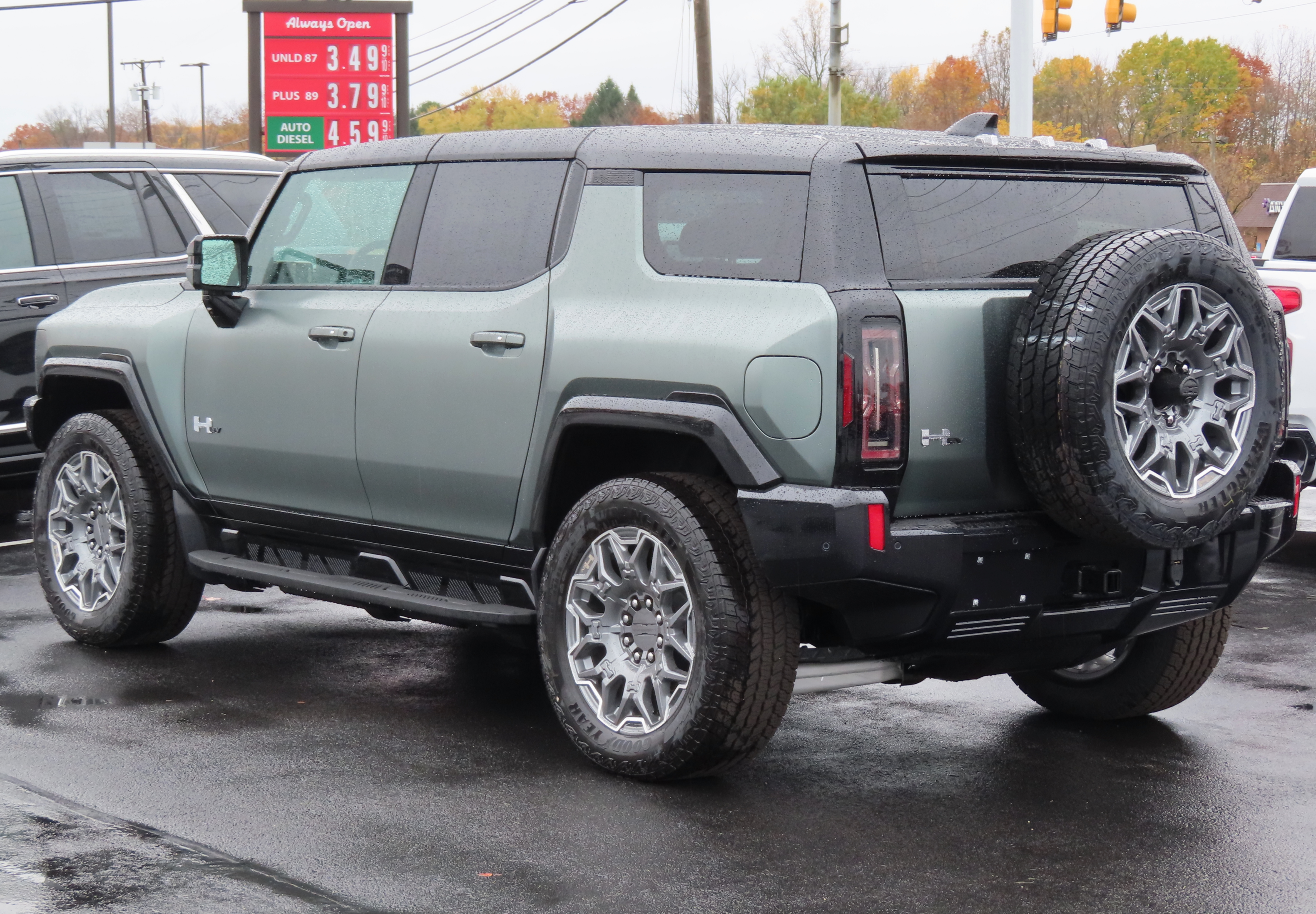
GMC Hummer EV SUV - tył

W połowie 2019 roku pojawiły się w mediach motoryzacyjnych pierwsze nieoficjalne informacje o planach koncernu General Motors w sprawie przywrócenia do użytku nazwy Hummer. Wcześniej, w latach 1992–2010 była ona używana dla niszowej marki samochodów terenowych i SUV-ów. Tym razem, Hummer miał powrócić do sprzedaży już tylko jako linia modelowa w ramach innej istniejącej już filii General Motors. Pod koniec stycznia 2020 roku General Motors oficjalnie potwierdziło, że w ciągu najbliższego roku do produkcji trafi pierwszy w historii koncernu samochód elektryczny typu pickup, który uzupełni oferte marki GMC jako GMC Hummer EV. Jednocześnie, to pierwszy pojazd GMC nie będący bliźniaczą konstrukcją zapożyczoną z oferty Chevroleta.
Podczas Super Bowl na początku lutego 2020 roku GMC przedstawiło oficjalną zapowiedź Hummera EV, na której przedstawiono sylwetkę pasa przedniego nawiązującego do historycznych modeli marki Hummer. Pojawiła się duża, chromowana atrapa chłodnicy z pionowymi poprzeczkami i duży napis „Hummer”. Oficjalną premierę elektrycznego pickupa zapowiedziano na maj 2020 roku.
Pod koniec kwietnia 2020 roku producent ogłosił, że pierwotnie zaplanowana premiera Hummera EV została odwołana z powodu kryzysu gospodarczego wywołanego Pandemii COVID-19, nie ogłaszając zarazem nowej daty prezentacji. Ostatecznie, światowa premiera GMC Hummera EV odbyła się 20 października podczas transmitowanego w internecie wydarzenia.
Pod kątem stylistycznym Hummer EV nawiązuje do masywnej sylwetki historycznego modelu Hummer H2, nawiązując do niego nie tylko charakterystycznym wyglądem pasa przedniego, jak i wysoko poprowadzoną linią szyb, masywym pasem przednim, a także pionowo umieszczoną szybą tylną i oponami o wysokim profilu.
Wyróżniająca jest z kolei mniej kanciasta sylwetka, pomalowany na czarno słupek między drzwiami oraz możliwość demontażu paneli dachu. Z racji napędu elektrycznego, pod maską wygospodarowano też dodatkową przestrzeń bagażową. Pięciomiejscowa kabina pasażerska utrzymana została w nowoczesnym wzornictwie, charakteryzując się pionową deską rozdzielczą i kanciastymi formami. Zamontowano dwa ekrany, z czego pierwszy o przekątnej 13,4 cala pełni funkcję zegarów, z kolei centralny, 12,3-calowy umożliwia sterowanie systemem multimedialnym i radiem.

### Hummer EV SUV
W kwietniu 2021 roku GMC przedstawiło drugi wariant nadwoziowy Hummera EV w postaci krótszego, 5-drzwiowego SUV-a. Poza mniejszym rozstawem osi, samochód zyskał bardziej zaokrągloną tylną część nadwozia, a także klapę bagażnika z umieszczonym na niej kołem zapasowym. Odmiana typu SUV trafi na rynek rok po pickupie, z początkiem produkcji zaplanowanym na 2023 rok.

### Sprzedaż
GMC Hummer EV dostępny jest w sprzedaży wyłącznie na obszarze Ameryki Północnej. Topowy wariant trafił do punktów dealerskich wiosną 2022 roku w ograniczonej gamie wyposażeniowej. Znacznie później, w 2024 roku, w amerykańskich i kanadyjskich salonach sprzedaży będzie można kupić podstawową i najtańszą odmianę napędzaną 2, zamiast 3 silników elektrycznych.

### Wersje wyposażeniowe
- EV2
- EV2X
- EV3

### Dane techniczne
Topowy wariant EV3 napędzany jest trzema silnikami elektrycznymi, które razem z 24-modułową baterią i 800-woltową instalacją zapewniają 1014 KM mocy. Od 0 do 100 km/h pojazd rozpędza się w 3 sekundy, z kolei maksymalny zasięg na jednym ładowaniu wynosi 560 kilometrów, umożliwiając ładowanie prądem stałym o mocy do 350 kW. Środkowy wariant EV2X również będzie napędzany trzema silnikami, oferując moc 800 KM wraz z 12 880 Nm momentu obrotowego w maksymalnym zakresie i zasięg na jednym ładowaniu do 483 kilometrów. Podstawowa wersja napędzana będzie z kolei dwoma silnikami elektrycznymi, osiągając moc 625 KM, 10 033 Nm maksymalnego momentu obrotowego i zasięg 483 kilometrów.